# Datio in solutum

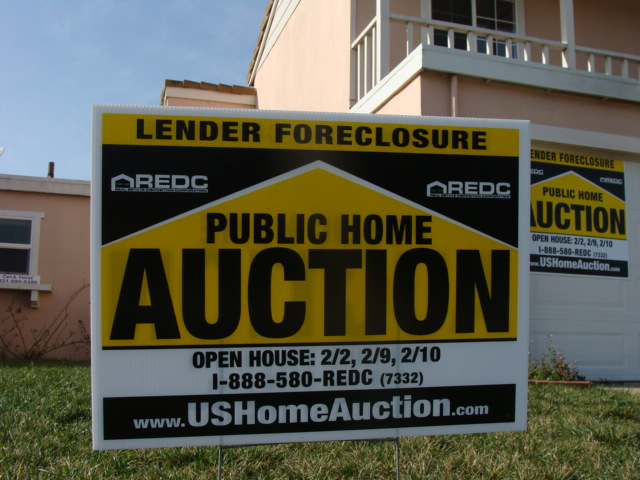
Hemauktion i Kalifornien

Datio in solutum, latin för "överlåtelse till betalning", d.v.s. uppfyllande av en förpliktelse eller enligt avtal genom att erlägga annan prestation än den i avtalet stadgade, till exempel ett värdeföremål istället för pengar.